# دار الباشا (رواية)
     دار الباشا هي رواية للكاتب التونسي حسن نصر، تدخل الرواية ضمن قائمة أفضل 100 رواية عربية صدرت في القرن العشرين، نشرت أول طبعة منها عام 1994 والطبعة الأحدث عام 2010 من دار الجنوب للنشر.

## عن الرواية
تصوّر القصّة معاناة الكاتب في صغره.  وتعرض الرّواية شخصيّة "مرتضى
الشامخ" الذي ترك حي دار الباشا. فقد حصل طلاق بين أبيه وأمّه. ظلّ فترة مع أمّه لكن لأنّها ستتزّوج من جديد وقعت نقلته إلى أبيه الذي كان قاسيا معه. اشتغل في عدّة مهن كصنع الشاشية والخياطة. أراد أن يلتحق بالجندية فرفض مطلبه. هذه الطفولة الصعبة التي عاشها مع شعوره بأن هذا الواقع الذي يعيشه هو واقع تافه، كلّ ذلك جعله يهرب من حيّ دار الباشا إلى موريتانيا. ثم عاد إلى دار الباشا بعد أربعين عاماً.

## نبذة عن فصول الرواية
الفصل 1: مرتضى الشامخ يعود بعد أربعين سنة إلى حيّ دار الباشا وهو الحيّ الذي ولد فيه.
الفصل 2: الخالة منجيّة تأخذ الطفل مرتضى الشامخ من أمّه وتقوده عبر الأسواق إلى أبيه لأنّ أمّه «يمينة» ستتزوّج. يمينة بقيت مع زوجها الأوّل عبد الجبّار الشامخ شهرين فقط.
الفصل 3: جدّة مرتضى الشامخ للأب تأتي لتأخذه إلى أبيه ولكن تقسو عليه فترفض أمّه ذهابه مع جدّته. فيأتي أبوه عبد الجليل الشامخ ويأخذه عنوة ثمّ يضربه عند الوصول إلى البيت. يسرد الكاتب بعد ذلك ما تعرّضت له العاصمة أثناء الحرب العالمية الثانية.
الفصل 4: يتحدّث الكاتب عن إقامته في موريتانيا وكيف التقى بأحد سكّان حيّه وهو «صالح الفيّاش».
الفصل 5: يتذكّر مرتضى الشامخ دراسته في الكتّاب وكيف كان يقوده أبوه إلى حلقات الذكر وإلى دار عم العربي أين يمارس عليه صالح الفياش طقوسا لاستخراج الكنوز.
الفصل 6: يقيم الكاتب مقارنة بين الحياة في دار عم العربي والحياة في دار أبيه. ويتحدّث الكاتب عن سلوك جدّته «تاجة» معه ومع أخيه «منير». بعد اختفاء جدّته كانت لجدّته صديقة اسمها «حلومة» تزورها. ولحلومة ابن عمل بائع خضر وبعد ذلك سافر لفلسطين لتحرير من اسرائيل ولكن لم يعد إلى حدّ الآن.
الفصل 7: الكاتب يخاطب بطل القصّة متحدّثا عن المصاعب التي واجهها.
الفصل 8: يتحدّث الكاتب عمّا حصل لمرتضى الشامخ مع عائلته الموسّعة.
الفصل 9: يتحدّث الكاتب عن شخصية العم منصور وهو ابن عم أبيه وشخصية «زهرة» ابنته، وكذلك عن شخصية المنصف باي ثمّ انتقل للحديث عمّا قام به المستعمر الفرنسي في مدينة «تازركة».
الفصل 10: يتحدّث الكاتب عن الحبّ الأوّل لمرتضى الشامخ، وهو حبّه للفتاة «شامة».
الفصل 11: يتحدّث الكاتب عن المهن التي شغلها لمّا كان عمره عشرة سنوات. اشتغل بصنع الشاشية عند العم حمادي وخياط عند سي الطيب.
الفصل 12: مغامرات الكاتب مع صديقه «فريد» أيّام المراهقة.
الفصل 13: الكاتب يقرّر الخروج من حياته التقليدية التافهة.
الفصل 14: مرتضى الشامخ يعود إلى دار صباه بعد أربعين سنة من الغياب ويلتقي بأبيه.
الفصل 15: تغيّر حيّ دار الباشا ونشأة أحياء مجاورة تعمّها الفوضى.
الفصل 16: مرتضى الشامخ يرغب في إصلاح دار الباشا ويطلب من نور الدين ابن عمّه الهادي المساهمة في الإصلاح لكن هذا الأخير يرفض ذلك.
الفصل 17: حلم الكاتب حلما مزعجا يتمثّل في انهيار المنزل عليه وبقائه في فجوة بين الأنقاض.
الفصل الأخير: يحاول مرتضى الشامخ إصلاح دار الباشا الذي يبدو في حاجة للترميم. كما ويظهر سعيدا بعودته وسعيدا مع أسرته الموسّعة.

## اقتباسات من الرواية
- «...وأمام كل ذلك جيل قلق يراقب في صمت وحيرة علامات الاضطراب والفوضى ويعيش واقعا منفلتا متناقضا بين أحلامه الخاصة وما يتلقاه في المدرسة من مبادئ ومثل ما يشهده ويسمعه في الحياة العامة من تزاحم وسقوط وتناحر فتزداد كل يوم عزلته وفجيعته الدائمة...»

- «من يعيد إليّ أحلامي الجميلة... من يعيد إليّ شامة ويعود طفولتي الرائعة»

- «رجل يدفع عربة وآخر يحمل فوق رأسه قُفّةً، متسوّل يطلب صدقة وأعمى يقرع الأرض بعصاه، بائع العطور، ماء الزهر وماء الورد والعطر شيّة، دلال وسقّاء وحامل المبخرة وسلاّك الواحلين يلقي الكلام الموزون ويعبر سريعاً، فرقة نحاسية تتقدم باتجاه سيدي محرز من ورائها المظهر في ثيابه الزاهية يحف به الأطفال وهم ينشدون وراء الفرقة»[5]